# متامدیا
بر پایه اظهارات مارشال مک‌لوهان متامدیا (به انگلیسی: Metamedia)، به رابطه جدیدی میان فرم و محتوا در توسعه تکنولوژی‌ها و رسانه‌های جدید اشاره می‌کند. اگر چه در کتاب فهم رسانه این ترکیب استفاده نشده‌است …
متامدیا از رسانه‌های نوین بهره می‌گیرد و بر تعامل حوزه‌های مطالعاتی مرسوم و و تلفیق همه آن‌ها، از تئاتر، پرفورمنس آرت و رقص تا توسعه چابک نرم‌افزار و تلفن‌های هوشمند تأکید دارد.